# X-Ray Spex
X-Ray Spex (рус. Экс-Рей Спекс, в пер. c англ. Рентгеновские очки) — британская панк-рок-группа новой волны, основанная в 1976 году в Лондоне школьными подругами Мэрион Эллиот и Сьюзан Уитби (впоследствии более известными как Poly Styrene и Lora Logic, соответственно). Allmusic называет X-Ray Spex «одной из величайших английских панк-групп 1970-х», в качестве единственного недостатка отмечая лишь тот факт, что она «записала слишком мало музыки».
Специалисты особо отмечали своеобразный вокальный стиль Поли Стайрин и её тексты, в основном, феминистской направленности.
За свою короткую карьеру X-Ray Spex успели записать и выпустить 5 синглов и один альбом, которые обеспечили им места в чартах, выступление на телевидении, приглашение в студию от Джона Пила, лестные отзывы прессы и авторитет в музыкальной среде. Тем не менее, для широкого круга публики X-Ray Spex долгое время оставались неизвестными и лишь задним числом были причислены к классике панк-рока.

## История группы
Поли Стайрин (настоящее имя — Мэриен Джоан Эллиот) — дочь англичанки и сомалийского аристократа, иммигрировавшего в Лондон. Поли родилась в районе Бромли, но выросла в Брикстоне, куда семья переехала, чтобы уберечь дочь от возможных неприятностей на почве расизма.
Поли Стайрин вспоминала, что с детства была независимой и конфликтовала — как со школьной администрацией, так и дома, не желая оставаться жить в депрессивном районе. Сбежав из дома в пятнадцать лет, она пустилась в странствие по различным рок-концертам и фестивалям, проходившим в Англии. Вернувшись домой к своему 18-летию Поли твёрдо решила состояться как личность. Позже она говорила, что мечтала стать дизайнером одежды, бортпроводницей и актрисой, но ничего из вышеперечисленного ей так и не удалось. Она пробовала попасть в Королевскую Академию драматического искусства (Royal Academy of Dramatic Art), но не прошла собеседование. Стайрин некоторое время проработала в лондонском филиале компании Вулворт в качестве машинистки — считается, что именно тогда она начала писать свои первые строчки.
В 1976 году, тогда ещё под своим настоящим именем, Поли записала и выпустила сингл в стиле регги "Silly Billy" однако, он не попал в чарты. Твёрдое намерение собрать свою собственную группу возникло у Стайрин после того, как она увидела выступление Sex Pistols 3 июля 1976 года в Гастингсе.
К тому времени у неё уже был свой небольшой магазин одежды оригинального дизайна, предлагавший китчевые галстуки ярких, кричащих цветов и платья, скроенные из пластика. Магазинчик находился на Кингз Роуд, неподалёку от культового Sex и назывался Poly Styrene (Поли Стайрин; русск. — Поли Стирол), послужившем впоследствии сценическим псевдонимом певицы.
В первый состав группы, помимо самой Стайрин, входили школьная подруга Лора Лоджик (настоящее имя Сьюзан Уитби — саксофон); Джек Эйрпорт (настоящее имя — Джек Стеффорд) — гитара; Пол Дин — бас-гитара. Все они откликнулись на объявление, которое Стайрин разместила летом 1976 года в New Musical Express и Melody Maker.
Участники группы были очень молоды: на момент создания X-Ray Spex Стайрин ещё не исполнилось 20-ти, а Лоджик было едва 15 лет. Позже именно юный возраст вынудил последнюю покинуть группу, уступив место Руди Томпсону (наст. имя Стив Томпсон): мать Лоджик требовала от дочери окончить школу. Классический вариант состава впоследствии был дополнен барабанщиком Би Пи Хёрдинг, которого Поли переманила из другой группы.

### Начало карьеры
Музыканты не были известны за пределами района Челси и по большему счету оставались любителями, пока к Поли не приблизился Фалкэн Стюарт, управляющий одного из местных пабов. Он предложил группе место для репетиций и впоследствии стал её менеджером и администратором. Вклад Стюарта оказался неоднозначным: с одной стороны, он приложил руку к последующему успеху коллектива, с другой — существенно приблизил момент его распада. Тем не менее, на первых порах, все складывалось как нельзя лучше: группа опробовала свои силы, выступив в пабе «Man in the Moon», принадлежавшем Стюарту, а затем дебютировала в клубе Roxy.
Живое исполнение «Oh Bondage Up Yours» было включено в сборник «Live At The Roxy WC2», что было несомненным достижением для дебютантов.
За три года своего существования группа выпустила пять синглов и один альбом, Germ Free Adolescents, одноимённый сингл из которого ознаменовал наивысшее достижение X-Ray Spex в британских чартах (#19). Однако, программной её вещью считается «Oh Bondage, Up Yours», во многом предвосхитившая (уже в своей первой фразе: «Some people think little girls should be seen and not heard — well I think, oh bondage, up yours!») идеи движения riot grrrl. Сама Стайрин, однако, всегда утверждала, что песня к феминизму отношения не имеет, а протест выражает — против капитализма в целом.

## После распада
После распада группы в 1979 году Поли Стайрин выпустила сольный альбом «Translucence», после чего присоединилась к кришнаитам. Лоджик покинула X-Ray Spex на два года раньше, образовав Essential Logic. Хердинг стал одним из основателей Classix Nouveaux, Пол Дин и Руди Томпсон вошли в состав Agent Orange. Джек Эйрпорт (настоящее имя Джек Стаффорд), долгое время работавший на Би-би-си, умер в 2004 году.
Первая попытка X-Ray Spex вернуться (с другой вокалисткой) в 1991 году не увенчалась успехом (несмотря на то, что концерты в Brixton Academy прошли с аншлагом). В 1995 году группа собралась вновь в составе Стайрин — Дин — Лоджик и выпустила альбом Conscious Consumer: он был представлен как первая часть грядущей трилогии, но успеха не имел. Стайрин позже утверждала, что виной всему… пожарная машина: после того, как та сбила вокалистку на проезжей части, группе пришлось отменить промотурне.
6 сентября 2008 года группа дала концерт в лондонском клубе Roundhouse.

## Дискография

### Альбомы
- Germ Free Adolescents, 1978
- Conscious Consumer, 1995

### Синглы
- Oh Bondage, Up Yours, 1977
- The Day The World Turned Day-Glo, 1978 (#23 UK)
- Identity, 1978 (#24)
- Germ Free Adolescents, 1978 (#19 UK)
- Highly Inflammable, 1979 (#45 UK)